# Luke Rhinehart
Luke Rhinehart, pseudonimo di George Powers Cockcroft (Albany, 15 novembre 1932 – Canaan, 6 novembre 2020), è stato uno scrittore statunitense.

## Biografia
Nato George Powers Cockcroft ad Albany, nello stato di New York, dopo un Bachelor of Arts alla Cornell University e un Master of Arts con dottorato di ricerca alla Columbia University si dedicò all'insegnamento per poi diventare scrittore a tempo pieno.
Il suo esordio nella narrativa avvenne nel 1971 con il romanzo L'uomo dei dadi, una pseudoautobiografia nella quale Lucius Rheinhart, un annoiato psichiatra di successo, decide di affidare la propria vita al caso, semplicemente lanciando un dado. L'opera ottenne un successo immediato arrivando a vendere 2 milioni di copie e rendendo l'autore un cult per la controcultura anni 70. L'opera ispirò anche un documentario, una serie tv e canzoni come Such a Shame dei Talk Talk.
In seguito pubblicò altri 9 romanzi tra il grottesco e il satirico che confermarono la vena dissacratoria dello scrittore.
È morto a Canaan il 6 novembre 2020.

## Vita privata
Ebbe tre figli con la moglie, la scrittrice Ann Cockcroft, conosciuta nel 1954..

## Opere

### Romanzi
- (The Dice Man) (1971)

L'uomo dado, Milano, Rizzoli, 1973 Traduzione di Marina Valente
L'uomo dei dadi, Milano, Marcos y Marcos, 2004 Traduzione di Marina Valente ISBN 88-7168-390-0
- Matari (1975)
- The Book of est (1976)
- Alla fine del mondo (Long Voyage Back) (1983), Milano, Frassinelli, 1985 Traduzione di Tilde Riva ISBN 88-7684-025-7
- Adventures of Wim (1986)
- The Search for the Dice Man (1993)
- The Book of the Die (2000)
- Naked Before the World: A Lovely Pornographic Love Story (2008)
- Jesus Invades George: An Alternative History (2013)
- Invasion (2016)

## Filmografia
- Dice man (2004) regia di Nick Mead (attore e sceneggiatore)
- After death (2012) regia di Martin Gooch (produttore)